# Belmullet Aerodrome
Belmullet Aerodrome är en flygplats i republiken Irland. Den ligger i den nordvästra delen av landet, 260 km väster om huvudstaden Dublin. Belmullet Aerodrome ligger 26 meter över havet.